# Licania laxiflora
Licania laxiflora är en tvåhjärtbladig växtart som beskrevs av Karl Fritsch. Licania laxiflora ingår i släktet Licania och familjen Chrysobalanaceae. Inga underarter finns listade i Catalogue of Life.